# Don't Darken My Doorstep
Don't Darken My Doorstep är en countrylåt skriven av Anders Glenmark, Bruno Glenmark och Thomas Minor, och ursprungligen inspelad av Ann-Louise Hanson, och utgiven på singel 1977  samt på albumet You Ought to Write Yourself a Love Song 1979.
Låten spelades även in med text på svenska med titeln "Låt inte din skugga falla här" av Ann-Louise Hanson, och utkom på singel 1978. samt 1981 på albumet Mina bästa countrypoplåtar på svenska. Hennes svenskspråkiga inspelning testades på Svensktoppen, där den låg i 11 veckor under perioden 23 april-2 juli 1978.
Vikingarnas version var också på svenska utkom 1978 på albumet Kramgoa låtar 6.
Ann-Louise Hanson spelade 1981 även in låten på tyska under titeln "Champagner für Johnny", som B-sida till singeln "Hallo Nachbar". På tyska spelade hon även in låten som "Du hast vielleicht Nerven, lieber Joe", med text av Nina Martinique.
Mona Gustafsson 2010 spelade in sången på albumet Countrypärlor.

### Fotnoter
1. ↑  ”Svensk mediedatabas”. http://smdb.kb.se/catalog/id/001881435. Läst 24 juli 2011.
2. ↑  ”Svensk mediedatabas”. http://smdb.kb.se/catalog/id/001892194. Läst 24 juli 2011.
3. ↑  ”Svensk mediedatabas”. http://smdb.kb.se/catalog/id/001881504. Läst 24 juli 2011.
4. ↑  ”Svensk mediedatabas”. http://smdb.kb.se/catalog/id/001888484. Läst 24 juli 2011.
5. ↑  ”Svensktoppen”. 11 augusti 1978. http://sverigesradio.se/Diverse/AppData/Isidor/files/2023/3476.txt. Läst 24 juli 2011.
6. ↑  ”Svensk mediedatabas”. http://smdb.kb.se/catalog/id/001887050. Läst 24 juli 2011.
7. ↑  ”Svensk mediedatabas”. http://smdb.kb.se/catalog/id/002125707. Läst 24 juli 2011.
8. ↑  ”Svensk mediedatabas”. http://smdb.kb.se/catalog/id/001552285. Läst 24 juli 2011.
9. ↑  ”Svensk mediedatabas”. Arkiverad från originalet den 16 oktober 2014. https://web.archive.org/web/20141016040123/http://smdb.kb.se/catalog/id/002641313. Läst 24 juli 2011.